# Geneviève Castrée

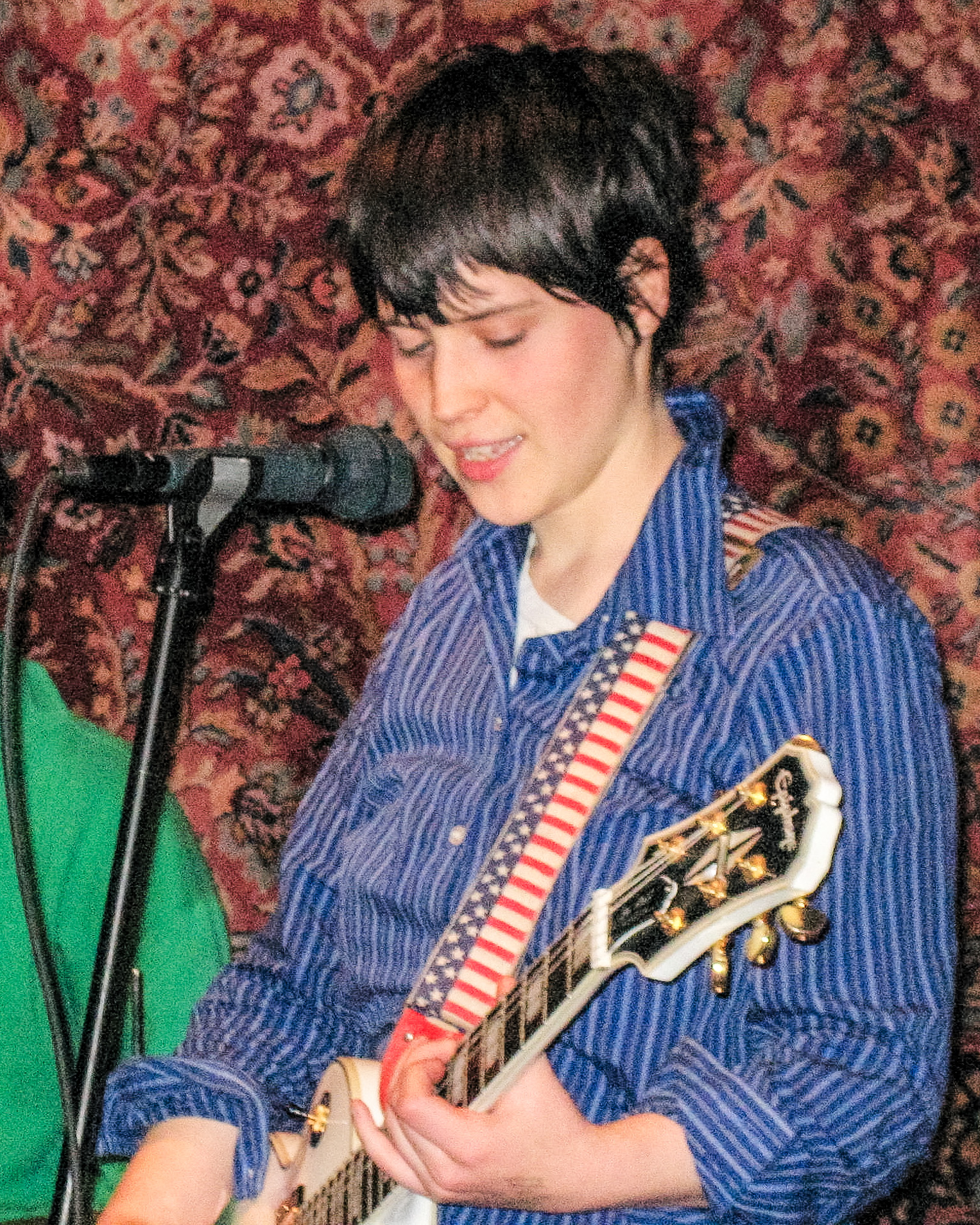
Geneviève Castrée (2006)

Geneviève Castrée (* 1981 in Loretteville/Québec; † 9. Juli 2016) war eine kanadische Comiczeichnerin, Illustratorin und Musikerin.

## Leben
Geneviève Castrées Buchdebüt Lait Frappé erschien 2000, pünktlich zum Internationalen Comicfestival im französischen Angoulême. Dort war sie das jüngste Mitglied der Mission Quebec. Mit ihren damals 18 Jahren avancierte sie zum Shooting Star des Festivals.
Für den deutschen Verlag Reprodukt entwickelte sie im selben Jahr exklusiv die Geschichte Die Fabrik.
Das 2004 veröffentlichte Buch Pamplemoussi wird mit einer eigens dafür produzierten 12" LP verkauft, die den Comic akustisch begleitet.
Castrée war auch als Musikerin tätig. Mit ihrem Soloprojekt Woelv veröffentlichte sie 2004 die 7„Single Le Niveau de la Mer und 2007 die 12“ LP Tout Seul dans la Foret en Plein Jour, Avez-Vous Peur.
Beiträge von Geneviève Castrée sind in den Magazinen „Kramers Ergot #4“, „The Drama #5“ und in „Drawn & Quarterly Showcase #3“ erschienen.
Geneviève Castrée lebte zuletzt im pazifischen Nordwesten der USA. Am 9. Juli 2016 erlag sie ihrer 2015 diagnostizierten Krebserkrankung. Ihr Ehemann Phil Elverum, Gründer der Band The Microphones und des Musikprojektes Mount Eerie, verarbeitete ihren Tod in dem von Kritikern gelobten Album A Crow Looked at Me.

## Werke (Auswahl)
- Ausgeliefert. Graphic Novel. Reprodukt, Berlin 2013, ISBN 978-3-943143-80-5
- Die Fabrik. Graphic Novel. Reprodukt, Berlin 2002, ISBN 978-3-931377-72-4
- Lait Frappé, L’Oie de Cravan, Montreal, ISBN 978-2-922399-06-6
- Pamplemoussi, L’Oie de Cravan, Montreal, ISBN 978-2-922399-25-7
- Roulathèque Roulathèque Nicolore, L’Oie de Cravan, Montreal, ISBN 978-2-922399-42-4